# Tina oder über die Unsterblichkeit

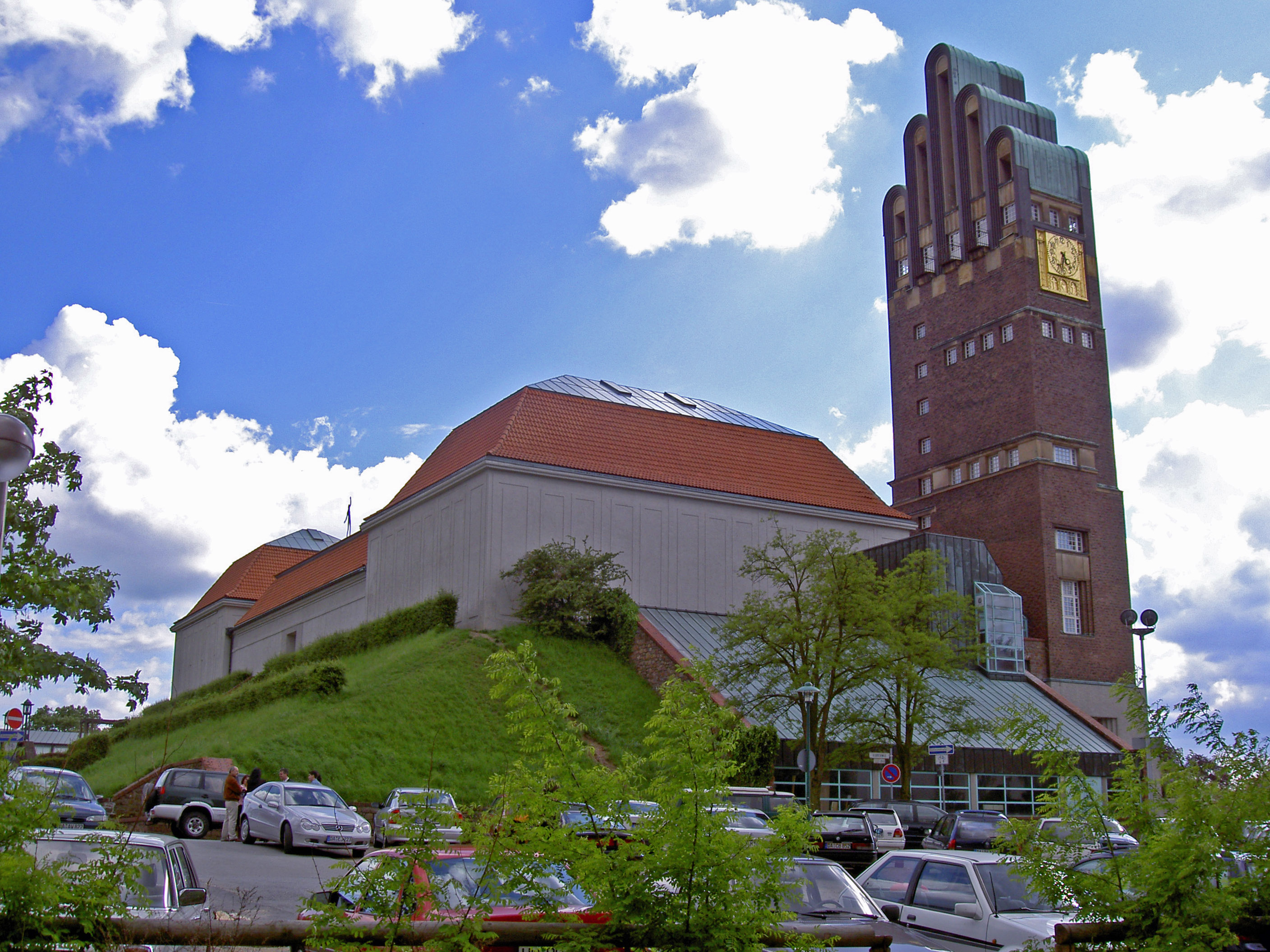
Die Mathildenhöhe mit Hochzeitsturm und Akademie ist in beiden Erzählungen als ironisch beschriebener, über der Alltagstadt thronender „Schlossberg“ sichtbar: Bei Tag über dem Gewimmel und Lärm: „da war es still und kühl. Ich stieg den vornehmen Hügel hinan, auf umbüschelten Beinen“. Und bei Nacht: „Das Diafragma des Mondes, sieh die platte Schweinsblase, neben dem Hochzeitsturm. / Bergunter: ein Handwagen stieß sein altes Weib“ Eberhard Schlotter hat diese Szenerie in seinem Tina-Zyklus (s. u.) gestaltet.

Arno Schmidts Erzählungen Tina oder über die Unsterblichkeit und Goethe und einer seiner Bewunderer entstanden 1955 bzw. 1956 in seiner Darmstädter Zeit (1955–1958). Sie thematisieren mit Anspielungen auf den Autor die Existenz des Menschen am Beispiel der Vergänglichkeit des dichterischen Ruhmes aus zwei verschiedenen Perspektiven und Akzentuierungen.

## Handlungsübersicht
Während Goethe für einen kurzen Aufenthalt in die Welt der Lebenden zurückgerufen und vom Erzähler im Auftrag der Akademie bei einem Stadtrundgang über Veränderungen und neue Errungenschaften informiert wird, ist die Grundsituation in Tina umgekehrt: Zwei verstorbene Schriftsteller – Christian Althing (Pseudonym von Christian August Fischer) und Tina Halein (Kathinka Zitz-Halein) – bringen den Protagonisten in die Unterwelt und führen ihn durch das „Elysium“.
Die beiden Erzählungen haben jeweils einen Handlungsrahmen für die im Mittelpunkt stehenden Gespräche.
Tina
(1) Nach der Bekanntschaft mit Fischer in einer Apotheke und seinem Angebot eines Unterweltbesuchs (2) treffen sie Tina und fahren gemeinsam mit dem in der Kiosk-Litfaßsäule versteckten Fahrstuhl nach unten. (3) Weg durch die abendlichen Straßen. (4) Fischer informiert ihn über die zum Leben verdammten Bewohner der Stadt. (5/6) Nacht und Morgen mit Tina im „Junggesellinnenheim“ in der „Inselstraße 42“. (7) Mittagessen mit Tina und Fischer. (8) Nachmittag bei Tina und Verabredung, ihre Beziehung in ihren Mittagspausen in der Oberwelt fortzusetzen.
Goethe
Die Erzählung ist fortlaufend ohne Abschnitte geschrieben. Nach der Vorgeschichte mit Information über die Toten–Dichter–Führungen beginnt der erste Teil des Rundgangs durch den Alltag der Stadt, einschließlich der Kaufhalle. Ziel ist die Wohnung des Erzählers. Auf neunzehn Seiten wird das Dichtergespräch wiedergegeben. Themen sind Schriftstellerbewertungen, Kritik der Öffentlichkeit, Rezeption von Goethes Werken in der Gegenwart, Präsentation der Arbeiten des Erzählers, die historische Entwicklung Deutschlands, Zukunftsaussichten, die Rettung der Menschheit, Fortschritt und Technik, „Pantex“, der Allesseher. Der zweite Teil der Stadtführung endet im Bahnhofsrestaurant mit dem Verschwinden Goethes. Als Anhang ist das Protokoll der anschließenden Pressekonferenz in Tabellenform beigefügt.

## Vorstellungen vomElysium
„Ja, Mann, haben Sie denn immer noch nicht gemerkt, dass sie im Elysium sind ? !“ fragt Fischer den Erzähler nach dem ersten Gang durch die Stadt. Der Begriff wird in der Literatur unterschiedlich verwendet, ursprünglich bezog er sich auf die Insel der Seligen am Ende der Welt, auf der Helden leben dürfen, die von den Göttern mit der Unsterblichkeit belohnt worden sind (s. Bild Goethes Ankunft im Elysium).
Diese Vorstellung erweitert der in beiden Schmidt–Erzählungen erwähnte Jean Paul in seinem letzten, unvollendeten Roman Selina oder über die Unsterblichkeit der Seele auf die ganze Menschheit und lokalisiert das Paradies in die zweite Weltkugel des Universums (steigende Glückseligkeitsinsel). Soviel zur Handlung: In einer idyllischen arkadischen Parklandschaft wohnen die beiden befreundeten, an Literatur, Kunst, Philosophie und Religion interessierten Familien Karlson und Wilhelmi. Sie haben Jean Paul eingeladen, um mit ihm u. a. über die Frage der Unsterblichkeit der Seele zu sprechen. Große Teile des Romans sind Diskussionen zwischen dem Verfasser und Karlsons Sohn Alexander über die Seelenunsterblichkeit, Hypothesen der Seelenwanderung und den „Vernichtglauben“ ohne Himmel und Hölle. Beide versuchen ihre Ansichten in langen theoretischen Ableitungen unter Einbeziehung naturwissenschaftlicher Spekulationen der Zeit wie dem Magnetismus darzulegen. Hintergrund dieser Erörterungen ist die Sorge um Karlsons zweiten Sohn Henrion, der in Griechenland vor der Festung Napoli di Romania für die Freiheit des Landes kämpft. Wilhelmis Tochter Selina und Henrion lieben sich. Als „edle Seele[n]“ glauben sie fest an die Unsterblichkeit. Indiz dafür sind Selinas Visionen. Sie sieht den schwer verwundeten Henrion auf dem Krankenlager, bevor Briefe mit der Nachricht eintreffen.
Vermutlich kannte Arno Schmidt Jean Pauls Roman, die Titelvariation deutet darauf hin, ebenso Alexanders Argumentation („ihr hiesiges Leben bis in die Ewigkeit fortfristen“, ihr „plattes Land der Wirklichkeit“). Vielleicht sprechen gerade der ungewisse Handlungsausgang des Fragments und die kontroverse Diskussion über die Thematik Autoren der Neuzeit wie Walter Kappacher (Selina oder Das andere Leben) an.

## Tinaund andere Führungen durch die Unterwelt
Während Jean Pauls Protagonisten über eine Überwelt nachdenken, ohne diese konkret zu beschreiben, gibt es eine andere literarische Tradition der Modellierung in Verbindung mit dem Motiv: Führung durch die Unterwelt (Descensus-Motiv: Abstieg ins Reich der Finsternis) bzw. das Elysium. Durch die Begegnung mit den Toten erhält der Besucher Einblicke in Vergangenheit und Zukunft und erfährt damit eine Bewusstseinserweiterung, die er an den Leser weitergibt. Das wohl bekannteste Beispiel ist die um 1307 entstandene Göttliche Komödie (Divina Commedia) des italienischen Dichters Dante Alighieri : Vergil zeigt dem Besucher die trichter- und terrassenförmig in die Tiefe führenden zehn Kreise der Hölle und die unter grausamen Strafen leidenden Sünder. Durch die neun Sphären des himmlischen Paradieses wird er von seiner früh verstorbenen tugendhaften Geliebten Beatrice emporbegleitet.
In Schmidts Erzählung wie in anderen Gestaltungen, z. B. aus der Zeit des Existentialismus, gibt es, entsprechend dem ursprünglichen griechischen Unterweltmythos, diese Zweiteilung nicht. Vielmehr führen die Bewohner in ähnlicher Weise ihr erstes Leben weiter: Tina erwacht nach ihrem Tod in einer großen Halle, wo das neue Leben geregelt wird: Z. B. wählt sie wie die meisten ihren jungen (Anfang–20–) Körper. In einer Menschenschlange vor einem Schalter anstehend, trifft sie alte Bekannte, erhält neue Papiere, fährt mit einem Bus zum Bahnhof, steigt, mit Reiseverpflegung ausgestattet, in einen Zug und landet am ihr zugewiesenen Ort, wobei die Behörde bei der Einteilung Wünsche berücksichtigt.
Damit unterscheidet sich Schmidts Elysium-Modell wesentlich von der existentialistischen Höllen-Gesellschaft Jean-Paul Sartres (Deutsche Erstaufführung 1949), die nicht wie in Dantes Inferno von Dämonen körperlich gequält wird, sondern diese Aufgabe selbst übernimmt, da sie nach dem Aspekt der Feindschaft gruppiert in einem Raum eingesperrt ist (Die Hölle sind die Anderen). In Tinas Unterwelt dagegen achtet die Behörde auf Unverträglichkeiten: „man könnte ja nie und nimmer Goethe und Bielschowsky zusammensperren. Nein, hier unten ist man wohl gerecht, aber nicht unnötig grausam“.
Schmidts literarisches Elysium ist auch alles andere als eine am antiken Vorbild orientierte Schattenwelt wie etwa in Hermann Kasacks Nachkriegs-Roman Die Stadt hinter dem Strom. Der Autor war 1953–1963 Präsident der Deutschen Akademie für Sprache und Dichtung in Darmstadt und schrieb das entscheidende entlastende Gutachten im Pornographie- und Gotteslästerungsverfahren gegen Schmidt (s. u.). In seinem Werk kommt nach dem Muster der Comedia der Orientalist Robert Lindhoff als Besucher auf Zeit in die unterirdische, bergwerksähnliche Ruinen-Totenstadt, trifft seine verstorbene schattenhafte Geliebte Anna und beobachtet die mechanisch-automatenhaften, sinnlosen Kreislaufaktivitäten der gespensterhaften Wesen.
Ganz anders bei Schmidt: Die Unterwelt ist ähnlich einer an dem Bild der Jugendlichkeit orientierten modernen pluralistischen Gesellschaft organisiert: Die Menschen können sich frei bewegen: Die im Abstand von etwa hundert Kilometer liegenden Riesenhöhlenstädte mit ihren nach sprachlichen Gesichtspunkten sortierten Bewohnern sind durch U-Bahnen miteinander verbunden. Ein Zuteilungssystem regelt die Versorgung: Geld wurde ersetzt durch kontingentierte „Promessen“. Da es sich jedoch z. B. bei der Bezahlung in Restaurants oder Geschäften um „wörtliche Versprechen“ handelt, sieht man die nicht überprüfbare imaginäre Überweisung als Vertrauenssache an. Zu Problemen führt dies allerdings nicht: Die Warenproduktion ist gesichert, denn die Meisten arbeiten freiwillig, da nur eine Beschäftigung ihr Dasein erträglich macht. Lücken werden durch Zukäufe aus der Oberwelt geschlossen, mit Hilfe von Verbindungsleuten wie Fischer und Tina. Diese Unterwelt ist im Gegensatz zu antiken Modellen kein Schattenreich, sondern eine von einem Ausschuss entworfene und durch Technik ermöglichte künstliche Welt, eine Imitation des natürlichen Vorbildes: tages- und jahreszeitlich geregelte Beleuchtung, Temperatur sowie Luftfeuchtigkeit, Niederschläge und von oben herabsickernder Nebel im Herbst, Windritzen an Eckhäusern für Heul- bzw. Pfeifwindgeräusche. Technik gibt es auch in den gut beheizten Wohnungen: in Tinas Junggesellinnenheim eine Freisprech-Telefonanlage und Wandklappen für prompte Lieferung z. B. der nach dem Brausebad benötigten vorgewärmten Frotteehandtücher.
Dieses zivilisierte und recht bequeme Leben können jedoch die Bewohner als Dauerzustand nicht ertragen. In Schmidts Erzählung gibt es einen Ablauf, der teilweise an Kasacks Roman erinnert: Die Stadt hinter dem Strom stellt eine im Vergleich zu Tina allerdings kurzfristige – Zwischenwelt dar, in der die gespensterhaften Wesen noch ihre Körperform und ihr Erinnerungsvermögen besitzen, während sich beim Eingang ins endgültige Totenreich ihre Gestalt im All auflöst. In Tina ist dagegen die Zwischenweltexistenz an die Erinnerung der lebenden Menschen gebunden. Solange z. B. die Bücher der Schriftsteller gelesen werden, solange es Zeitungsartikel u. ä. in den Archiven gibt und man wenigstens die Namen kennt, sind sie unsterblich. Insofern hat die Erzählung eine Analogiefunktion: als Parabel über die Wirkung bzw. Wirkungslosigkeit der Literatur. Im Gegensatz zur verbreiteten Vorstellung sind die Künstler („Alles was keinen Namen hat, ist glücklich“) gar nicht an diesem Weiterleben interessiert und haben trotz ihres permanent jugendlichen Körpers nur ein Ziel, dieses scheinbare Elysium zu verlassen. Dabei durchlaufen sie verschiedene Phasen: sexuelle Aktivität, Rückzug in die Einsiedelei, Besäufnis mit Tobsuchtsanfällen und Beschimpfungen, dumpfe Passivität, Arbeit (Theodor Fontane und Karl Spitzweg: Apotheker) und Hoffnung auf Beendigung der Kreisläufe der Ewigkeit. Vor allem die erfolgreichen Künstler leiden an ihrem Ruhm und verfluchen ihre Verleger, Rezensenten, Interpreten usw. Deshalb ist aus der Unterwelt alles verbannt, was an ihr Dichter–Vorleben erinnert oder dieses reaktivieren könnte (wie personenbezogene Straßennamen), und für Omar, der die Bibliothek von Alexandria anzündete, wurde ein Standbild errichtet. Die endgültige Auflösung nach Tilgung aller Spuren der Erinnerung wird mit einer fröhlichen, festlichen Zeremonie gefeiert: Der Erlöste springt von Marmorstufen hinab ins „Nichts“, auch in diesem Punkt kontrastierend zur Auflösung im All in Kasacks Roman.

## Goethe und Einer seiner Bewunderer

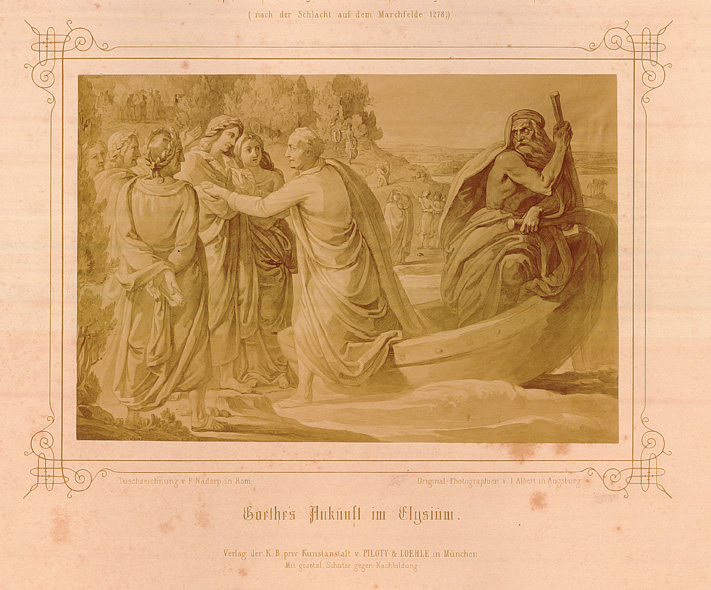
Franz Nadorp hat auf seiner Tuschezeichnung Goethe's Ankunft im Elysium den griech. Begriff Elysion (das Selige) sinngemäß in eine idealisierenden Gestaltung im Stil der Nazarener umgesetzt Der Fährmann Charon hat Goethe zur Insel der Seligen gebracht. In Arno Schmidts Erzählung Goethe und einer seiner Bewunderer deklamiert der Erzähler „mit rasselnder Wagenstimme, cerberusbespannter Schüdderump“ aus An Schwager Kronos: „Daß der Orkus vernehme: wir kommen, / Daß gleich an der Türe / Der Wirt uns freundlich empfange“.

In der Erzählung Goethe und Einer seiner Bewunderer gibt es die Sehnsucht, dem Dichterruhm auszuweichen, nicht, sondern es steht die Intention im Brennpunkt, zu Lebzeiten und über Tod hinaus Leser zu haben: Goethe interessiert sich bei seinem eintägigen Aufenthalt für seine Rezeption, sucht in Schmidts Bibliothek nach seinen Werken, erkundigt sich nach den besten deutschsprachigen Autoren nach seinem Tod, stellt die Fragen: „Leben meine Werke noch im Volke?“ sowie „Wen halten Sie denn für den größten deutschen Schriftsteller überhaupt?“ und ist über die Deklamation von An Schwager Kronos und die Huldigung durch einen „wütend = schamhafte[n]“ Handkuss entzückt.
Dazu passend hat Arno Schmidt in Rundfunkessays und Zeitungsartikeln auf seiner Meinung nach zu Unrecht vergessene Schriftsteller aufmerksam gemacht, wie Wieland, Klopstock, Oppermann, Meyen, Schefer, Johann Karl Wezel (z. B. im Funk Essay am 1. Juli 1959).
Dementsprechend präsentiert der Erzähler seine Bemühungen um die toten Kollegen. In all diesen Aktionen spiegelt sich vermutlich der Wunsch der meisten publizierenden Dichter, zumindest im Elysium der Leser lebendig zu bleiben, und dieses Bild entspricht auch der Selbstdarstellung des Erzählers beider Geschichten („Ich war kein angenehmer Autor – <nicht ganz unwichtig> schmeichelte sofort ein Eitelkeitsteufelchen“, »Schmidt« in der Reihe der besten deutschsprachigen Autoren nach Goethes Tod) und den aus dem Nachlass veröffentlichten Dichtergesprächen im Elysium. Schmidt gibt allerdings bezüglich einer solchen Erwartung in Goethe eine desillusionierende Diagnose: Man kann schon froh sein, „wenn uns die Intellektuellen noch kennen !“. Er hat Hemmungen, dem Gast die kurze krumme „Goethe = Straße“ zu zeigen und parodiert derb den Slogan der am Darmbach gelegenen Musenstadt („in Forzheim blühen die Künste !“). Hinter der im Antiquariat Bläschke ausgestellten 40-bändigen Goethe–Ausgabe vermutet er eine auf den prominenten Besucher gezielte Aktion der Akademie, die auf dem vornehmen „Schlossberg“ residiert.

## Die Künstlerkolonie als Fliegenglas
Aus zweierlei Perspektiven werden also in den beiden Erzählungen die Wünsche und Möglichkeiten der Dichter fokussiert und parabolisch-satirisch präsentiert: Die Eitelkeit der Künstlergesellschaft und die Realität. Eine Erklärung für die pessimistische Einschätzung ist vielleicht Schmidts angespannte persönliche und berufliche Situation 1954/55: Seine Flucht aus Rheinland-Pfalz wegen der Gotteslästerungs- und Pornographie–Anklage (wegen Seelandschaft mit Pocahontas) und die Schwierigkeiten, für seine Bücher Verleger zu finden und sich und seine Frau zu finanzieren. Dabei geriet er in Darmstadt in eine zwiespältige Lage:
Zum einen wurde er unterstützt. Das ansässige Gericht beurteilte die Anklage anders als in Trier und legte die Sache bei, nachdem Kasack bestätigt hatte, dass Pocahontas Kunst und keine Pornographie sei. Schriftstellerkollegen versuchten Aufträge zu vermitteln und ihn in die Künstlerkreise einzubeziehen. Der Journalist Georg Hensel hat die bundesrepublikanische – und speziell die Darmstädter – Kulturszene nach 1945 in seinen biographischen Erzählungen beschrieben: Die Stadt profilierte sich nach dem Zweiten Weltkrieg zu einem Kunst-Zentrum der BRD mit Sitz vieler literarischer Institutionen und Gesellschaften (wie die Deutsche Akademie für Sprache und Dichtung, das P.E.N.-Zentrum, die Georg Lichtenberg- oder die Frank-Wedekind-Gesellschaft). Das Theater Gustav Rudolf Sellners wurde in der überregionalen Presse im ganzen Land rezensiert. Die Kranichsteiner Internationalen Kurse für neue Musik waren international bekannt. Eberhard Schlotter, der Schmidts Hausrat mit einem Lastwagen abgeholt und ihn in seinem Atelier untergebracht hatte, wo ihm dessen Bilder den Schlaf raubten, bemühte sich als Vorsitzender der Neuen Darmstädter Sezession um die Förderung der Maler und Bildhauer (Kunst am Bau). Viele Künstler wählten die Stadt der Musen als Wohn- und Arbeitsort: z. B. die Literaten Kasimir Edschmid, (Generalsekretär und Vizepräsident des P.E.N.- Zentrums), Ernst Kreuder, Frank Thieß, Hermann Kasack (Präsident der Dt. Akademie) und Gabriele Wohmann.
Man anerkannte Schmidts artistische Formulierungen und interessierte sich für den Neubürger, denn er hätte das literarische Darmstädter Mosaik um einen frischen avantgardistischen Farbtupfer erweitert und belebt:
- Die Textgestaltung – z. T. mit Rückgriff auf expressionistische Sprachexperimente: kurze Abschnitte, die mit kursiv gedruckten Wortgruppen beginnen und die Interpunktion als Betonungshilfe nutzen („Morgen. Schüchternste Dämmerung : nein ! :“[63]),
- die Kombination umgangssprachlicher Wendungen („wirstu“,[64] „´türlich nich“[65]) sowohl bei direkten Reden als auch den Kommentaren mit schnoddrigen, affektiert-gelehren Erläuterungen („Nietzsche ist von seiner <Ewigen Wiederkunft> ganz schön abgekommen : der hat die Neese längst pleng !“[66]),
- die intellektuell wirkende Verwendung von Fachtermini und Formeln („abgesehen von Palimpsesten und Textkonjekturen“,[67] „<Rameaus Neffe> : glänzend übersetzt“[68]),
- ungewöhnliche Wortverbindungen („flüsterkeuchte“,[69] „zappelte sich […] die Beine lang“,[70] „jaulte vorbildlich“, „entzückt = entrüstet“,[71] „schnaufte ahnend Verdruss, ihre fünfziffrige Zange, platzte den Umschlag damit auf“[72]),
- orgiastische Sprachbilder im sexuellen Kontext („Kette Keuche flogen auf“,[73] „ihr Haar hing von meinem Kopf“[74]),
- die Verbindung der Welt des Autors mit der erfundenen Handlung: in Goethe auf dem Stadtplan verfolgbar, in Tina in einem raffinierten Arrangement, indem Tina, die in der fiktiven Unterwelt-Inselstraße 42 wohnt, Rendezvous in der Oberwelt mit dem Erzähler vereinbart, vermutlich dort, wo der Autor A. Schmidt in der Darmstädter Inselstraße 42 lebt.
- Und insgesamt der kritische Blick auf institutionalisierte Autoritäten: sein Gegen-den-Strom-Schwimmen.

Aus einem zweiten Blickwinkel, beeinflusst durch Schmidts ungesicherte berufliche Perspektive, sah die Darmstädter Künstlerkolonie etwas anders aus. Finanzieren konnte er sein Leben nicht durch seine Bücher, sondern nur durch Nebentätigkeiten. Georg Hensel verstand ihn gut, denn er hatte eine ähnliche Entscheidung zu treffen und wählte aus finanziellen Gründen den Journalismus (Ein ziemlich langer Abschied. Die Geschichte vom Tod eines Intellektuellen – Seine Leser hatten ihn vergessen. Der Tod hatte ihn vergessen). Der Briefwechsel Schmidts mit Schlotter, der 1963 Tina illustriert hat, und die Tagebücher seiner Frau Alice geben einen Einblick in die Gemütslage des Schriftstellers: Man verhandelt ergebnislos mit Max Bill in Ulm wegen einer Anstellung an der 1953 gegründeten Hochschule für Gestaltung. Absagen der Verlage führen zu Emigrationsüberlegungen, etwa in die DDR, oder zur Resignation. Alice Schmidt berichtet, ihr Mann wollte seine Manuskripte verbrennen und nie mehr etwas mit Literatur zu tun haben. In keinem Beruf werde die beste Leistung so gering geachtet und in der Öffentlichkeit so stark kritisiert: das Geschwätz der Kollegen.
Er fühlte sich in der Einzimmerwohnung in der Inselstraße 42 im Woogviertel (Am Darm), am Fuße des Schlossberges (Mathildenhöhe mit den Akademien) nicht frei, beneidete den in beiden Erzählungen lobend erwähnten, zeitweilig in Spanien lebenden befreundeten Schlotter um das mediterrane Wetter und den Anblick der Badenixen, während er Am Darm fror. In der Enge des Raumes konnte er sich nicht konzentrieren, zumal dauernd Schriftsteller, Journalisten und Fans sein Gespräch suchten und im Haus zu viel Lärm war. Alice Schmidt notierte in ihrem Tagebuch, wie schwer sich ihr Mann mit der gesamten Szenerie tat, u. a. mit dem erlauchten selbstbewussten Künstlerkreis, sie kannte seine privaten Äußerungen und Bewertungen und seine Befürchtung, sich in einer solchen Umgebung nicht entfalten zu können. Seine Beurteilung fasst Schmidt in einem Brief an Helmut Heißenbüttel als „lieber tot in der Heide als lebendig in Darmstadt“ zusammen. Die Lüneburger Heide war für ihn so etwas wie der Ausweg aus Wittgensteins Fliegenglas.
Vor diesem Informationshintergrund betrachtet, ähnelt die Situationen des Goethe-Erzählers sehr der Schmidts:
- Die Pornographie – Beschuldigung spiegelt sich in dem Hinweis auf Goethes Erotica Romana (Römische Elegien[82]), die Schiller in seiner Literaturzeitschrift (Horen) veröffentlichte, was den Unmut des Herzogs und der Weimarer Hofgesellschaft erregte:[83] „Wenn Sie heute schrieben : hier an dieser Stelle: den <Werther>; die Epigramme und Elegien; Prometheus auf Italienischer Reise : Sie stünden längst vor Gericht! Als Defaitist; als Erotiker; wegen Gotteslästerung; Beleidigung politischer Persönlichkeiten !“[84]

- Die Suche nach Nebeneinnahmen und den Ärger mit der Bürokratie veranschaulicht das Prozedere der Goethe–Führung:[85] Nach langer Wartezeit und Gerangel mit Kollegen erhält er schließlich wegen Heiserkeit des eigentlich für den Dichterfürsten zuständigen 1. Vorsitzenden der Akademie nach kurzer offizieller Prüfung den Auftrag. Es folgen die „wichtigeren Details“: nach Verhandlungen mit dem herbeitelefonierten Kassierer bewilligt man eine Vergütung von 63 Mark 50, die der Vorsitzende „mit großer Geste“ um 2 Mark 50 aus „irgendeinem Reptilienfond“ aufstockt. „Auftrag erfüllt !“ meldet der Schriftsteller am Schluss im Bahnhofsrestaurant „militärisch nach unten der leeren Sitzplatte“.[86]

- Der Vergleich mit den Auflagezahlen der etablierten Kollegen und die Suche nach einem Verleger könnte auf die kurze Diskussion mit Goethe projiziert sein: Auf dessen „ganz siegende Bosheit und Eckermann“-Bemerkung „Wer nicht mit mindestens 1 Million Lesern rechnet, sollte gar nicht erst beginnen, zu schreiben“ antwortet der Erzähler selbstbewusst, bei „einem <wirklich guten> Schriftsteller“ müsse sich diese Zahl auf die nächsten 500 Jahre verteilen und sich aus „den Besten der Nation zusammensetzen“.[87]

Wenn man im Vergleich dazu das Fazit am Ende der Tina-Erzählung betrachtet, so sind hier die Folgerungen wohl auf die gesamte kulturpolitische Szene im damaligen Westdeutschland bezogen: Er empfiehlt als bestes Rezept für ein Erdenleben (sarkastisch-ironisch, wie Tinas Zusatz deutlich macht): den Rückzug aufs Dorf, Doofheit gekoppelt mit sexueller Aktivität, sich mit der Kirche gutstellen, seine Meinung zurückhalten und großen Männern aus dem Weg gehen. In bitterer Steigerung ergänzt er: „Gegen Schreib = Leseunterricht stimmen; für die Wiederaufrüstung: Atombomben !“ Tina jedoch hat das letzte Wort, mit ihrem nachdenklichen Kommentar, ein solches Programm sei zum „Nachteil“ der „Historie für das Leben“.